# Фридрих фон Холщайн
Фридрих Аугуст Карл Фердинанд Юлиус фон Холщайн (наричан още Фриц фон Холщайн) е германски дипломат. Подписва Берлинския договор. Между 1890 – 1906 г. от втора линия играе важна роля в немската външна политика.

## Дипломатически път
- 1860 – 1863: аташе в пруското посолство в Санкт Петербург.
- 1863 – 1867: Рио де Жанейро, Лондон, Вашингтон, Щутгарт, Флоренция и Копенхаген; скандализира в тези градове с аферите с омъжени жени и многократно е предизвикван на дуел от обидени съпрузи.
- 1871: преводач на документите на капитулация на Франция, секретар. Компрометира Анри фон Арним в услуга на Бисмарк, но се оттегля под натиск от недоволните от постъпката му берлинска аристокрация.
- 1876: завръща се във Външното министерство
- 1878 повишен до предофициален статус (Legationsrat)
- 1880-те: дистанцира се от Бисмарк и неговата проруска политика, пледира за съюз с Великобритания.
- 1891: става таен съветник (година след оттеглянето на Бисмарк)
- 1904: търпи дипломатическо фиаско със Сърдечното съглашение между Франция и Англия.
- 1906: пенсионира се.